# 哈尔科夫物理技术研究所

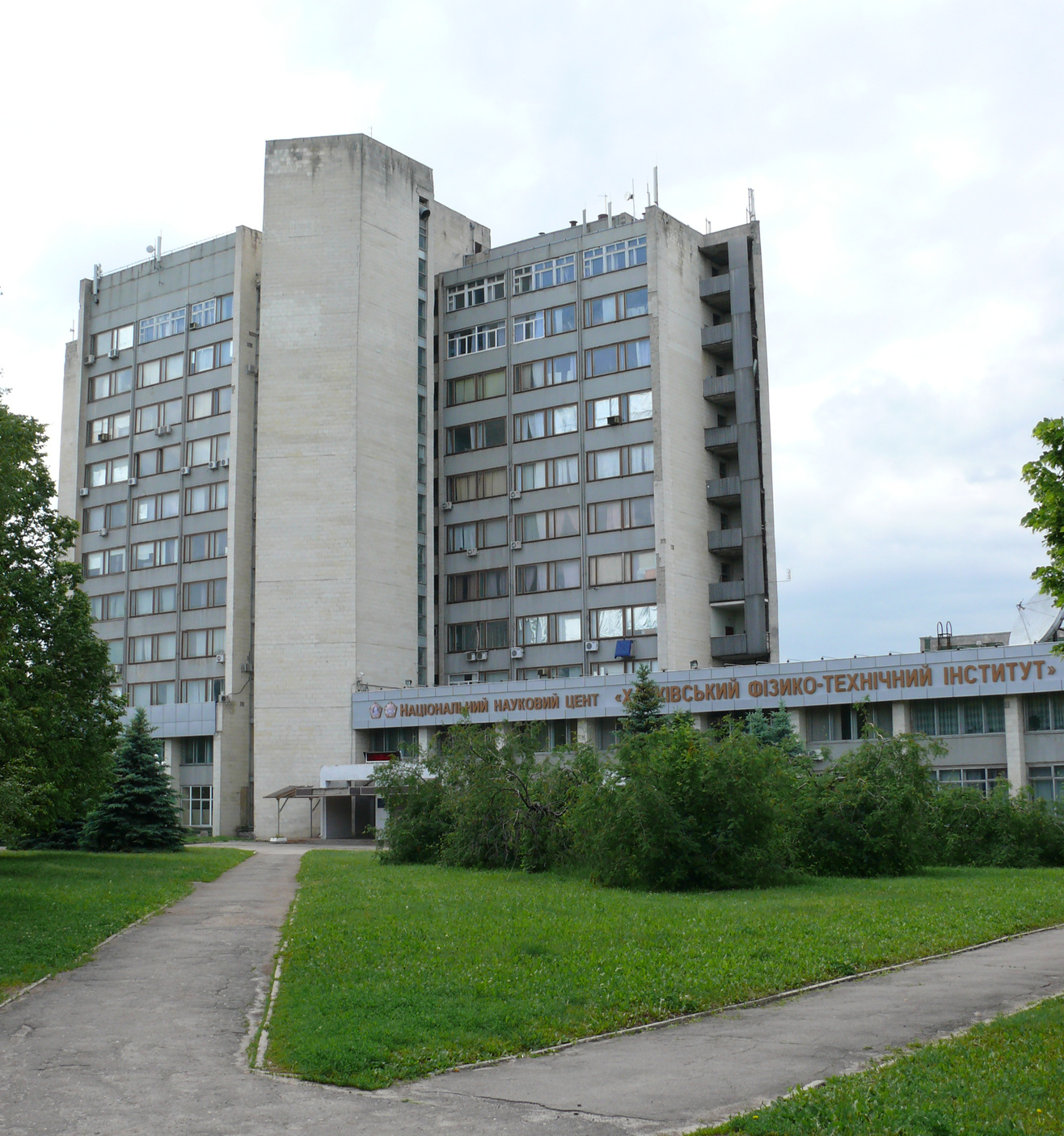

“哈尔科夫物理技术研究所”国家研究中心（烏克蘭語：Національний науковий центр «Харківський фізико-технічний інститут»），原称乌克兰物理技术研究所（烏克蘭語：Український фізико-технічний інститут），成立于1928年，是乌克兰境内历史最久、规模最大的物理科学研究中心。